# Hypotrichosis congenita hereditaria Marie Unna
Die Hypotrichosis congenita hereditaria Marie Unna, auch als hereditäre kongenitale Hypotrichose Typ Marie Unna oder als Unna-Syndrom (nach Marie Unna) bezeichnet, ist eine seltene autosomal-dominant vererbte Fehlbildung der Haare. In der angelsächsischen Fachliteratur wird meist der Begriff Marie Unna hereditary hypotrichosis (MUHH) verwendet.

## Prävalenz und Symptome
Das Unna-Syndrom ist eine sehr seltene Fehlbildung. Die Prävalenz liegt im Bereich von 1 bis 9 pro 1 Million.
Die Hypotrichosis congenita hereditaria Marie Unna manifestiert sich in einer für dieses Syndrom charakteristischen Weise. Postnatal sind die Haare entweder noch normal oder schon sehr dünn, beziehungsweise überhaupt nicht vorhanden. Sind Haare nach der Geburt sichtbar, so sind sie in den ersten Lebensjahren schütter und spärlich. Später, etwa ab dem dritten Jahr, sind die Haare dann grob und unregelmäßig gedreht. Kam das Kind ohne Haare auf die Welt, so beginnen sie nach der Geburt zu wachsen. Später sind dann die Haare bei allen Kindern grob, von drahtiger Struktur und schwer zu frisieren. Der progressive Haarverlust stellt sich mit der Pubertät ein und fängt am Scheitel an.
Die Betroffenen zeigen sonst keine Auffälligkeiten. So sind die Zähne, die Nägel, die übrige Haut und deren Transpirationsverhalten normal.

## Genetik und Pathogenese
Die Ursache für die Fehlbildungen der Haare sind Mutationen in der Nähe des Hairless-Gens (HR-Gen, auch MUHH-Gen genannt), das sich beim Menschen auf Chromosom 8 Genlocus p21.2 befindet. Das HR-Gen selbst ist allerdings von der Mutation nicht betroffen, vielmehr ein 5'-UTR (five prime untranslated region). Das HR-Gen codiert für ein Protein, das in den Prozess des Haarwuchses involviert ist. Dieses Protein wirkt als transkriptionaler Corepressor für verschiedene nukleäre Rezeptoren, wie beispielsweise den Thyroid-Hormon-Rezeptor, den Vitamin-D-Rezeptor und Orphanrezeptoren, die mit Retinsäurerezeptoren verwandt sind. Außerdem gibt es Wechselwirkungen mit den Histon-Deacetylasen.
Die Translation des Genproduktes wird durch eine Vielzahl offener Leserahmen (ORF), die dem primären ORF vorgelagert sind, moduliert. Mutationen in einem dieser Upstream-ORFs, genau genommen dem Zweiten – U2HR genannt –, verursachen das Unna-Syndrom. U2HR selbst codiert für ein Peptid, das aus 34 Aminosäuren besteht und bei Säugetieren hoch konserviert ist. In U2HR wurde bei den betroffenen Patienten eine Reihe von unterschiedlichen Mutationen festgestellt: nonsense, missense und readthrough. All diese Mutationen führen zu einer erhöhten Translation des physiologischen ORF des HR-Gens.
Mutationen im HR-Gen können auch die autosomal-rezessive Form der Alopezie (Alopecia universalis congenita) und Atrichie mit papulären Läsionen (APL) verursachen.

## Diagnose
Die Diagnose kann meist schon anhand der Symptome und der Familiengeschichte bei der Anamnese gestellt werden. Eine DNA-Analyse kann zur Absicherung der Diagnose herangezogen werden.

## Therapie
Eine Korrektur der Fehlbildungen des Haars ist bisher nicht möglich. Die betroffenen Patienten behelfen sich häufig mit Perücken oder Haartransplantationen.

## Erstbeschreibung
Die hereditäre kongenitale Hypotrichose Typ Marie Unna wurde erstmals 1925 von der deutschen Dermatologin Marie Unna bei 27 Mitgliedern aus 7 Generationen einer norddeutschen Familie beschrieben.

## Weiterführende Literatur
- J. Green u. a.: Progressive patterned scalp hypotrichosis, with wiry hair, onycholysis, and intermittently associated cleft lip and palate: clinical and genetic distinction from Marie Unna. In: J Investig Dermatol Symp Proc. 8, 2003, S. 121–125 PMID 12895008
- P. P. He u. a.: Refinement of a locus for Marie Unna hereditary hypotrichosis to a 1.1-cM interval at 8p21.3. In: British Journal of Dermatology 150, 2004, S. 837–842. PMID 15149494
- S. N. Wong u. a.: Marie Unna hypotrichosis in a Chinese family. In: Pediatric Dermatology. 19, 2002, S. 250–255. PMID 12047647
- S. Cichon u. a.: A distinct gene close to the hairless locus on chromosome 8p underlies hereditary Marie Unna type hypotrichosis in a German family. In: British Journal of Dermatology. 143, 2000, S. 811–814. PMID 11069461
- G. P. Sreekumar u. a.: Marie Unna hereditary hypotrichosis gene maps to human chromosome 8p21 near hairless. In: Journal of Investigative Dermatology. 114, 2000, S. 595–597. PMID 10777357
- P. Lefevre u. a.: Linkage of Marie-Unna hypotrichosis locus to chromosome 8p21 and exclusion of 10 genes including the hairless gene by mutation analysis. In: Eur J Hum Genet. 8, 2000, S. 273–279. PMID 10854110
- M. van Steensel u. a.: The Gene for Hypotrichosis of Marie Unna Maps between D8S258 and D8S298: Exclusion of the hr Gene by cDNA and Genomic Sequencing. In: AJHG. 65, 1999, S. 413–419. doi:10.1086/302506 PMID 10417283
- B. Mende, H. W. Kreysel: Hypotrichosis congenita hereditaria Marie Unna mit Ehlers-Danlos-Syndrom und Atopie. In: Der Hautarzt. 38, 1987, S. 532–535. PMID 3692855
- G. Wirth u. a.: Hypotrichosis congenita hereditaria Maria Unna. In: Der Hautarzt. 36, 1985, S. 577–580. PMID 4066319
- B. G. Wakkers-Garritsen: Hypotrichosis congenita hereditaria (Marie Unna). In: Dermatologica. 148, 1974, S. 51–52. PMID 4831965
- E. Ludwig: Hypotrichosis congenita hereditaria Typ M. Unna. In: Archiv für Dermatologie und Syphilis. 196, 1953, S. 261–278. doi:10.1007/BF00362052